# Upplands runinskrifter 142
Runinskrift U 142 är en runsten som står i Fällbro, Täby socken och Täby kommun i sydöstra Uppland. Stenens höjd är 1,55 meter och dess största bredd är 1,75 meter. Runhöjden är 5-7 centimeter.

## Stenen
Stenen är en av de så kallad Jarlabankestenarna från 1000-talet efter Kristi födelse och de är alla resta av en man vid namn Jarlabanke, antingen ensam eller tillsammans med sin familj. Det märkliga med just den här stenen är att den förutom att vara en brosten är rest som ett minnesmärke över stormannen Jarla Banke själv. Ornamentiken går i Urnesstil och ristningen är skapad av runmästaren Öpir. Den från runor translittererade och översatta inskriften lyder enligt nedan: 

## Inskriften
Translitterering av runraden:
ikifastr ' lit ' raisa ' stain · uk ' bro ' kera ' eftiʀ ' iarlabaka ' faþur ' s[in ' uk ' sun ' io]runa ' uk ' ketilau lit ' at ' bonta ' sin ybir risti
Normalisering till runsvenska:
Ingifastr let ræisa stæin ok bro gæra æftiʀ Iarlabanka, faður sinn ok sun Iorunaʀ, ok Kætiløy let at bonda sinn. Øpiʀ risti.
Översättning till nusvenska:
Ingefast lät resa stenen och göra bron efter Jarlabanke, sin fader och Joruns son, och Kättilö lät [resa stenen] efter sin man. Öpir ristade.
Stenen är rest av Jarlabankes son Ingefast och det är tydligt att Jarlabankes mor Jorun levde när den ristades. Runstenen är idag upprest vid Skålhamravägen, där en bro passerade under vikingatiden.

## Runhällarna vid Fällbro
Cirka hundra meter söder om Jarlabankes sten finns två runhällar med inskrifter som också berättar om brobyggen, och 1946 upptäcktes ytterligare en runhäll vid ett vikingatida gravfält sydväst om Fällbro gård.
Ristningarnas runtexter lyder i översättning:
- U 145 "Torkel och Fulluge läto hugga denna häll och göra bron efter Sten, sin fader. Olev högg."

- U 146 "Ingeborg lät hugga hällen och göra bron efter Holmsten, sin man, och efter Torsten, sin son"

Den året 1946 funna runhällen lät Vig, Utrygg och Balle hugga efter sin far Rodger och den är ornerad med en mansfigur. Troligen är det Rodger som därmed kan anses vara den äldsta, avbildade täbybon.